# (13362) 1998 UQ16
(13362) 1998 UQ16 è un asteroide troiano di Giove del campo greco. Scoperto nel 1998, presenta un'orbita caratterizzata da un semiasse maggiore pari a 5,170280 UA e da un'eccentricità di 0,029386, inclinata di 9,342497° rispetto all'eclittica. Ha un diametro di 28,324 km. Ha un periodo di rotazione di 15,13 ore e un'albedo di 0,088.